# Ettore Gracis

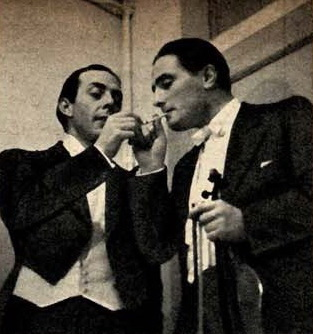
Ettore Gracis mentre accende una sigaretta al violinista Franco Gulli

Ettore Gracis (La Spezia, 24 settembre 1915 – Treviso, 12 aprile 1992) è stato un direttore d'orchestra e compositore italiano.

## Biografia
Si diplomò in violino al Conservatorio di Parma, poi al Conservatorio di Venezia in pianoforte ed in composizione. Quindi si perfezionò in composizione come allievo di Gian Francesco Malipiero e come direttore d'orchestra con Antonio Guarnieri. Fu direttore stabile del Maggio Musicale Fiorentino e, negli anni settanta, del Teatro La Fenice di Venezia.
Docente al Conservatorio Benedetto Marcello di Venezia, diresse le maggiori orchestre sinfoniche, incluse quelle della RAI, della Scala, dei Pomeriggi Musicali di Milano, la New Philharmonia di Londra, l'Orchestre de Paris, e la Israel Philharmonic.